# Thomas Collins
Thomas Christopher Collins (en español: Tomás Cristóbal Collins) (Guelph, 16 de enero de 1947) es un cardenal canadiense de la Iglesia católica. Fue arzobispo de Toronto entre 2006 y 2023.

## Biografía

### Familia e infancia
Thomas Christopher (Tomás Cristóbal) nació el 16 de enero de 1947, en la ciudad canadiense de Guelph. Proveniente de una familia católica devota, hijo de Thomas Collins (1895 - 1967) y de Juliana Keen (1899-1978), quienes se habían casado en 1938 después de posponer la boda por tres años debido a dos muertes en la familia; antes que él, sus padres habían tenido otros tres hijos, dos niñas y un niño: Catharine y Patricia Anne, ambos futuros maestras que permanecieron solteras, y George Anthony, que murió siendo un niño. 
Sus antepasados paternos eran de Drogheda (Irlanda), y habían emigrado a Guelph en 1832: su bisabuelo Patrick Downey se convirtió en director de la escuela local en 1850 y más tarde su abuelo Christopher; su padre trabajó en el ferrocarril antes de convertirse en gerente de circulación del periódico The Guelph Mercury, donde su tío Joseph era el editor y luego se convirtió en miembro conservador del parlamento provincial de Wellington South.
Sus antepasados maternos, sin embargo, eran originarios de Birmingham (Inglaterra), y habían emigrado a Brantford en 1904: su abuelo George Keen fue el fundador y secretario general de la Unión Cooperativa de Canadá (CCA) y había recibido un doctorado honorario de la Universidad de San Francisco Javier por su trabajo pionero en el establecimiento de cooperativas de ahorro y crédito en todo el país; su madre, que llegó a Canadá cuando ella tenía cinco años, trabajaba en una empresa que construía mausoleos y en 1928 se había mudado a Guelph por un proyecto, donde más tarde conoció a su futuro esposo.
En 1953, cuando tenía seis años, su padre padeció de tuberculosis espinal y pasó todo el año en un sanatorio cerca de Kitchener; era demasiado joven para ser admitido a visitas y vio a su padre solo una vez ese año. Por este motivo, su madre consiguió un trabajo como secretaria en un bufete de abogados. La casa de su infancia, estaba situada detrás de The Church of Our Lady Inmaculate, donde asistía. Comenzó a ministrar la primera misa matutina a la edad de ocho años.

### Formación
Recibió su educación primaria en St. Stanislaw's Elementary School  de su ciudad natal. Por haber aprendido a leer por sí mismo antes de comenzar y demostrado ser un excelente estudiante, se saltó el cuarto grado por ello. Realizó su formación secundaria en Bishop Macdonnell Catholic High School. El padre John Newstead, fue el primero en sugerir al joven Collins de dieciséis años que tomara el camino del sacerdocio, cuando se imaginaba ser un futuro abogado o maestro.
Eventualmente optó por ingresar al seminario pero tuvo que retrasar sus estudios porque su padre quedó parcialmente paralizado y en silla de ruedas debido a un derrame cerebral, muriendo en 1967; pero su madre murió en 1978. Su primer trabajo fue como mesero en un restaurante drive-in, luego continuó como mesero en el colegio jesuita en las afueras del norte de la ciudad, luego trabajó durante sus años universitarios en una fábrica de fibra de vidrio y también como tumbas en el cementerio católico de Guelph. 
Tras graduarse de sus estudios preuniversitarios, se matriculó en St. Jerome's College de Waterloo, donde obtuvo el bachillerato en Artes en inglés (el equivalente a un título de grado en Filología inglesa) en 1969. Asistió al St. Peter's Seminary, donde, en 1973, obtuvo el título de grado (denominado Baccalaureatus en las universidades eclesiásticas) en Sagrada Teología, y a la Universidad de Western Ontario, donde, también en 1973, obtuvo la maestría en Artes en inglés (el equivalente a un título de máster en Filología inglesa). Posteriormente fue enviado a continuar sus estudios en el Pontificio Instituto Bíblico de Roma, donde obtuvo el máster (denominado Licentia en las universidades eclesiásticas) en Sagrada Escritura en 1978. 
En 1986 obtuvo el doctorado en Sagrada Teología por la Pontificia Universidad Gregoriana de Roma con la tesis: Apocalypse 22:6–21 as the Focal Point of Moral Teaching and Exhortation in the Apocalypse (Apocalipsis 22,6-21 como punto focal de enseñanza moral y exhortación en el Apocalipsis). Su director de tesis fue Ugo Vanni, S.J.

### Sacerdocio
Fue ordenado diácono el 14 de mayo de 1972. Su ordenación sacerdotal, recibida por la imposición de manos del obispo Paul Reding, fue el 5 de mayo de 1973 en la Catedral Basílica de Hamilton, a la edad de veintiséis años. Celebró su primera Misa en The Church of Our Lady Inmaculate de su ciudad natal.
Como sacerdote desempeñó los siguientes ministerios:
- Vicario parroquial de Holy Rosary Parish en Burlington (1973).
- Vicario parroquial de la Catedral Basílica de Hamilton.
- Profesor y capellán Cathedral Boys’ High School de Hamilton.
- Profesor en el departamento de Inglés en el King's College de la Universidad de Western Ontario y profesor de Escritura en el St. Peter's Seminary de London (1978).
- Líder de grupo y director espiritual (1981) y profesor asociado de Escritura, en el St. Peter's Seminary de London (1985).
- Editor asociado en Discover the Bible (1989).
- Decano de Teología, en el St. Peter's Seminary de London (1992).
- Vicerrector (1992-1995) y rector (1995-1997) del St. Peter's Seminary de London.

### Episcopado

###### Obispo de Saint Paul en Alberta
El 25 de marzo de 1997, el papa Juan Pablo II lo nombró obispo coadjutor de Saint Paul en Alberta. Fue consagrado el 14 de mayo del mismo año, en la Catedral Basílica de Hamilton, a manos del obispo Anthony F. Tonnos. El 30 de junio siguiente, aceptada la renuncia de Raymond Roy, pasó automáticamente a ser obispo de Saint Paul en Alberta. Tomó posesión canónica el mismo día, en una ceremonia en la Catedral de San Pablo.
- Miembro de la Comisión Nacional de Teología de la CCCB (1997).

###### Arzobispo de Edmonton
El 18 de febrero de 1999, el papa Juan Pablo II lo nombró arzobispo coadjutor de Edmonton, haciendo posteriormente sus propias entradas en la sede. El 7 de junio siguiente, aceptada la renuncia de Joseph MacNeil, pasó automáticamente a ser arzobispo de Edmonton. 
El 29 de junio, solemnidad de San Pedro y San Pablo, en una ceremonia en la Basílica de San Pedro, recibió del papa la imposición del palio arzobispal, símbolo de comunión entre el metropolitano y la Santa Sede. A su regreso a Canadá, tomó posesión canónica el 13 de septiembre, en una ceremonia en la Catedral Basílica de Edmonton.
El 26 de marzo de 2001, fue nombrado administrador apostólico de Saint Paul en Alberta y ocupó este cargo hasta el 9 de noviembre siguiente, día de la toma de posesión de su sucesor Luc-André Bouchard.
- Presidente de la Comisión Nacional de Teología de la CCCB. (1999-2001).
- Miembro del Consejo Permanente de la CCCB (1999-2003).
- Miembro del Comité Organizador de la JMJ 2002, Toronto (2000-2002).
- Presidente de la Comisión Nacional para la Unidad de los Cristianos de la CCCB (2001-2003).
- Presidente de la CCCB (1999-2007).
- Presidente de la Junta de Gobernadores del Newman Theological College, Edmonton (1999-2007).
- Presidente de la Junta de Gobernadores de St. Joseph's College de la Universidad de Alberta (1999-2007).
- Miembro de la Junta Directiva de Caritas Health Group en Edmonton (1999-2007).
- Miembro de la Junta Directiva de Alberta Catholic Health Corporation, siendo autor de numerosas publicaciones, cartas pastorales y reflexiones (1999-2007).

###### Arzobispo de Toronto
El 16 de diciembre de 2006, el papa Benedicto XVI lo nombró arzobispo de Toronto. Tomó posesión canónica el 30 de enero de 2007. En 2022, presentó su renuncia como lo establece el Código de Derecho Canónico. El 11 de febrero de 2023, el papa Francisco aceptó su renuncia, como arzobispo de Toronto, nombrado a su sucesor al mismo tiempo.

### Cardenalato
El 6 de enero de 2012, durante el Ángelus del papa Benedicto XVI, se hizo público que sería creado cardenal. Fue creado cardenal por el papa Benedicto XVI durante el consistorio del 18 de febrero del mismo año, con el titulus de cardenal presbítero de  San Patricio.

## Cargos en la curia romana
- Es delegado de la Congregación para la Doctrina de la Fe para la implementación de la Anglicanorum Coetibus.

- El 15 de enero de 2014, fue nombrado miembro de la Comisión Cardenalicia de vigilancia del Instituto para las Obras de Religión.

- El 5 de mayo de 2015, fue nombrado miembro de la Congregación para las Iglesias Orientales.[4]

- El 4 de mayo de 2021 fue confirmado como miembro de la Congregación para las Iglesias Orientales  ad aliud quinquennium.[5]

- El 22 de junio de 2021 fue confirmado como miembro de la Congregación para la Educación Católica ad aliud quinquennium.[6]

## Posiciones

### XIV Asamblea General Ordinaria del sínodo de obispos
En octubre de 2015, se difundió una carta firmada por él y otros 12 cardenales en la que denunciaban la metodología empleada en el Sínodo convocado por el Papa Francisco. Los otros cardenales eran: Carlo Caffarra (Italia), Robert Sarah (Ginea-Conakri), Timothy M. Dolan (EE. UU.), Willem J. Eijk (Países Bajos), Péter Erdõ (Hungría), Wilfrid Fox Napier (Sudáfrica), George Pell (Australia), Mauro Piacenza (Italia), Gerhard L. Müller (Alemania), Jorge L. Urosa Savino (Venezuela), Angelo Scola (Italia) y  André Vingt-Trois (Francia). Más tarde, los cardenales Angelo Scola y André Vingt-Trois se desmarcaron de la carta diciendo que nunca la habían firmado.Lo mismo dijeron aun más tarde los cardenales Péter Erdõ y Mauro Piacenza, por lo que el número de los firmantes se redujo a nueve. Posteriormente se supo que hubo una confusión y que los otros cuatro firmantes fueron los cardenales Daniel N. DiNardo (EE. UU.), John Njue (Kenia), Norberto Rivera Carrera (México) y Elio Sgreccia (Italia).

## Sucesión
| Predecesor: Raymond Roy               | Obispo de San Pablo en Alberta 25 de marzo de 1997-18 de febrero de 1999 | Sucesor: Joseph Luc André Bouchard |
| Predecesor: Joseph Neil MacNeil       | Arzobispo de Edmonton 18 de febrero de 1999-16 de diciembre de 2006      | Sucesor: Richard William Smith     |
| Predecesor: Aloysius Matthew Ambrozic | Arzobispo de Toronto 16 de diciembre de 2006-11 de febrero de 2023       | Sucesor: Frank Leo                 |
| Predecesor: Cahal Brendan Daly        | Cardenal Presbítero de San Patricio 18 de febrero de 2012                | Sucesor: En el Cargo               |